# رود مرزی (انگلستان)
رود مِرزی رودی در کشور انگلستان است.
این رود که از رود تیم سرچشمه میگیرید پس از طی ۱۱۲ کیلومتر و عبور از کنار شهر لیورپول به دریای ایرلند می‌ریزد.

## نگارخانه

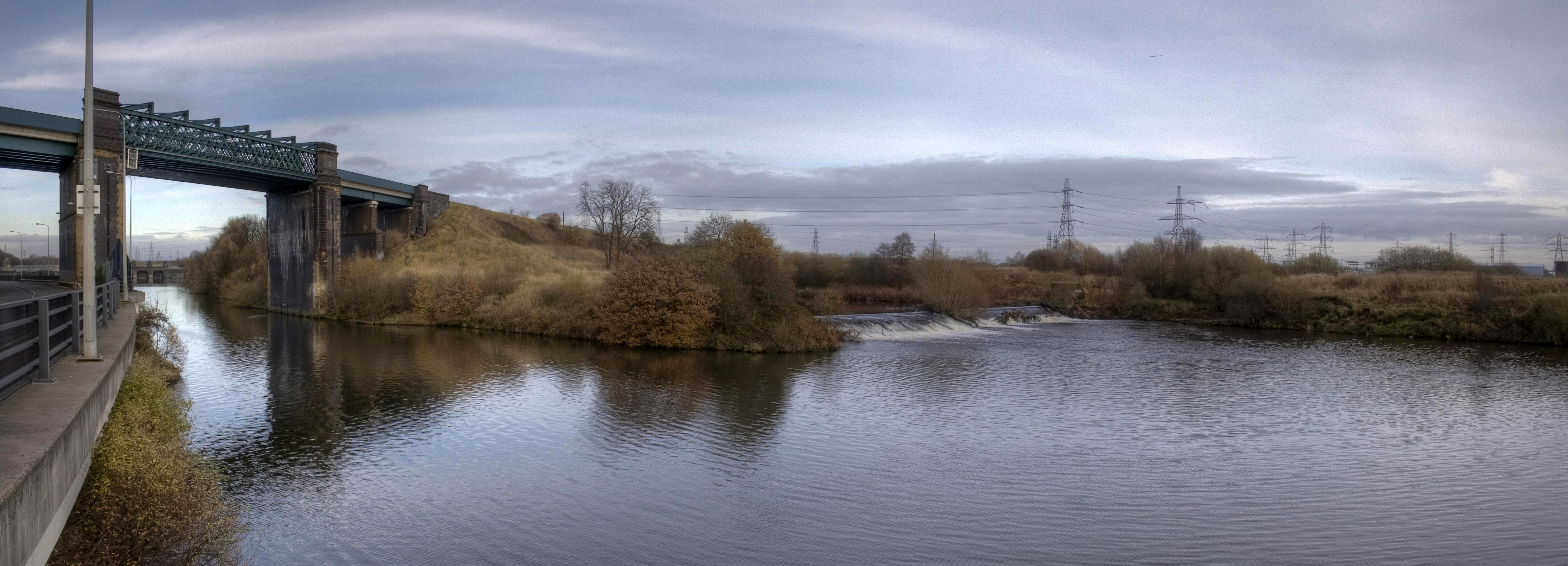
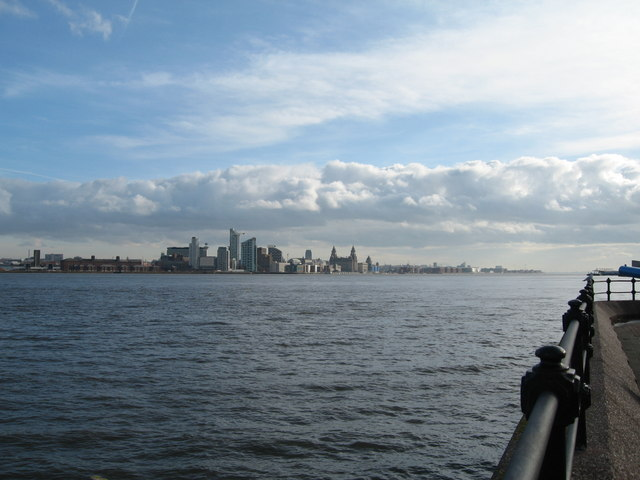
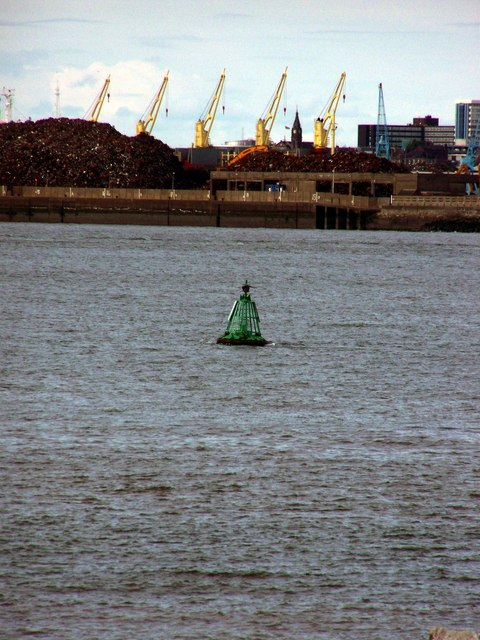
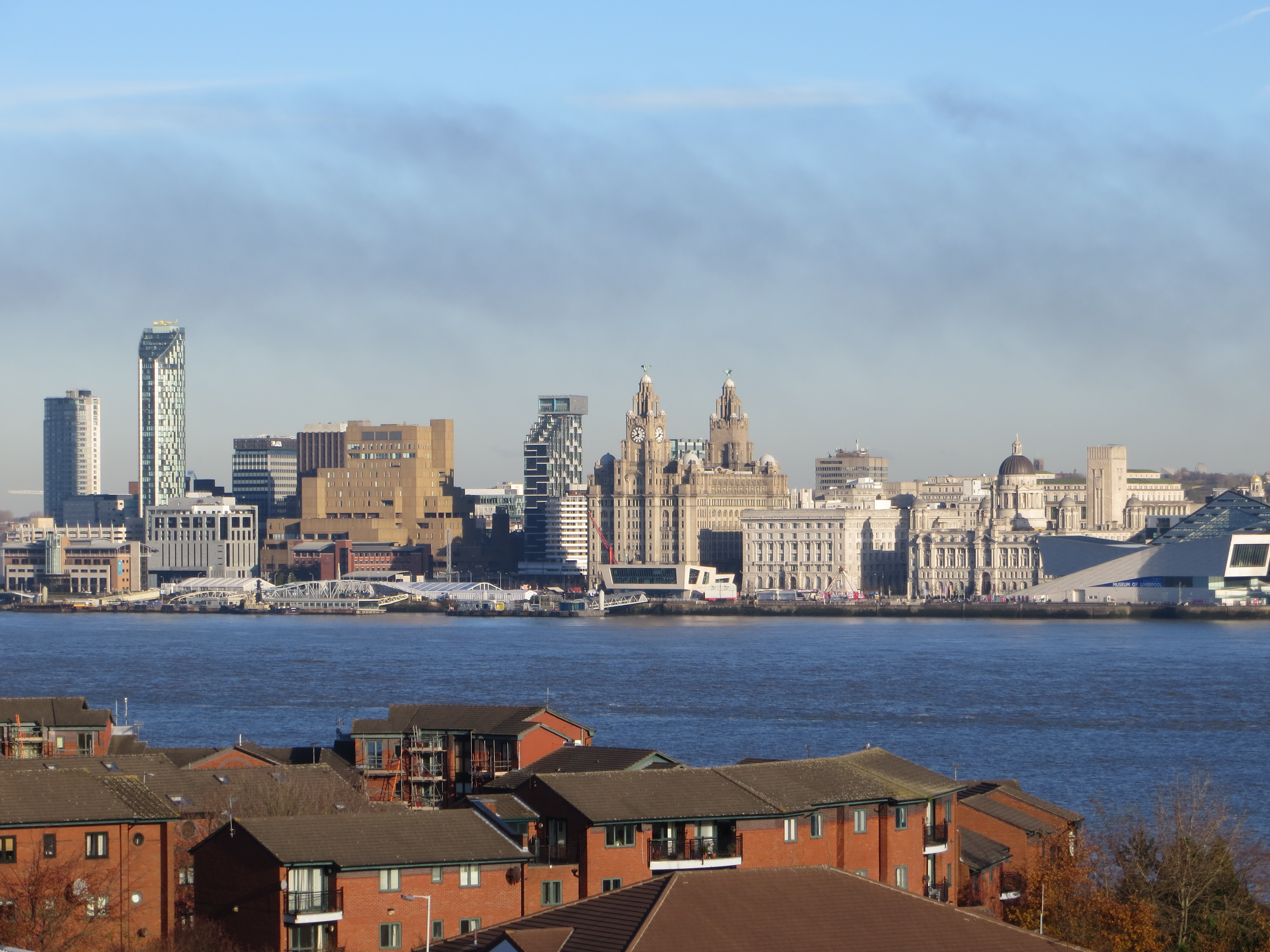
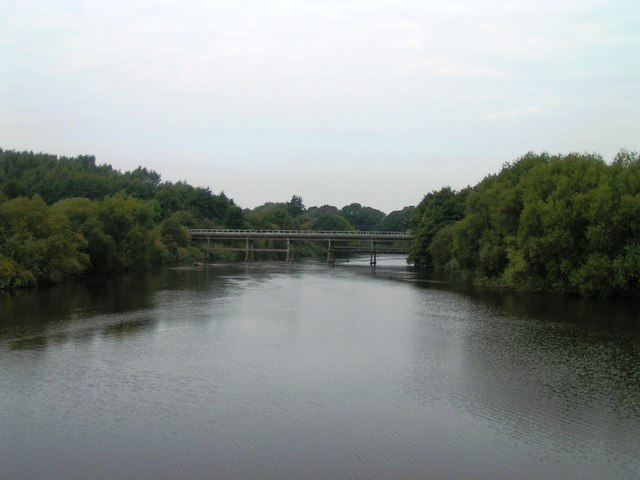